# Recorrupted
A New Era of Corruption är en EP med det amerikanska death metal-bandet Whitechapel utgiven 8 november 2011 av skivbolaget Metal Blade Records. EP' består av en original-låt, remixar av två tidigare utgivna låtar, en akustisk version av "End of Flesh" och en cover av Pantera-låten "Strength Beyond Strength".

## Låtlista
1. "Section 8" – 4:26
2. "Strength Beyond Strength" (Pantera-cover) – 3:47
3. "Breeding Violence" (Big Chocolate remix) – 2:52
4. "This Is Exile" (Ben Weinman remix) – 3:15
5. "End of Flesh" (akustisk version, instrumental) – 4:19

## Medverkande
Musiker (Whitechapel-medlemmar)
- Phil Bozeman – sång
- Ben Savage – gitarr
- Alex Wade – gitarr
- Gabe Crisp – basgitarr
- Zach Householder – gitarr
- Ben Harclerode – trummor

Produktion
- Whitechapel – producent, omslagsdesign
- Miah Lajeunesse – ljudtekniker (spår 1, 2)
- Mark Lewis – ljudmix (spår 1, 2)
- Cameron "Big Chocolate" Argon – remix (spår 3)
- Ben Weinman – remix (spår 4)
- Alan Douches – mastering
- Mike Milford – omslagskonst